# 혼다 야스토
혼다 야스토(일본어: 本田 泰人, 1969년 6월 25일 ~ )는 일본의 은퇴한 축구 선수이다.

## 구단 경력
1988년 일본 사커 리그의 혼다 기연에 입단했다. 1992년까지 72경기에 출전하여, 2득점을 넣었다. 1992년 J1리그의 가시마 앤틀러스로 이적했다. 2006년까지 328경기에 출전하여, 4득점을 넣었다. 4번의 J1리그 우승을 차지했다. 2006년후 현역 은퇴.

## 국가대표팀 경력
그는 1995년 10월 24일 사우디아라비아과의 경기에서 일본 국가대표팀에 데뷔했다. 1996년 AFC 아시안컵에도 출전했다. 그는 1997년까지 국제 A매치 통산 29경기에 출전, 1득점을 넣었다.

## 통계
| 일본 | 일본 | 일본 |
| 연도 | 출전 | 득점 |
| ---- | ---- | ---- |
| 1995 | 2    | 0    |
| 1996 | 13   | 0    |
| 1997 | 14   | 1    |
| 통산 | 29   | 1    |